# V341 Возничего
V341 Возничего (лат. V341 Aurigae) — одиночная переменная звезда в созвездии Возничего на расстоянии (вычисленном из значения параллакса) приблизительно 9012 световых лет (около 2763 парсеков) от Солнца. Видимая звёздная величина звезды — от +14m до +13,3m.

## Характеристики
V341 Возничего — красная углеродная пульсирующая полуправильная переменная звезда (SR) спектрального класса C. Эффективная температура — около 3300 K.